# 沃利亞 (舊桑博爾區)
49°24′25″N 23°4′2″E / 49.40694°N 23.06722°E
沃利亞（烏克蘭語：Воля），是烏克蘭西部的村莊，隸屬利維夫州的桑比爾區。該村處於克列緬卡河畔，始建於1555年，面積2.12平方公里，海拔高度424米，2001年人口816。